# لانگسوند
لانگسوند (به لاتین: Langesund) یک منطقهٔ مسکونی در نروژ است که در استان تلمارک واقع شده‌است. لانگسوند ۵٬۵۰۰ نفر جمعیت دارد.